# 음향공학
음향공학은 소리와 진동을 다루는 공학의 한 분야이다. 여기에는 기술에 음향과 진동의 과학인 음향의 응용이 포함된다. 음향 엔지니어는 일반적으로 사운드의 설계, 분석 및 제어에 관심이 있다.
음향공학의 한 가지 목표는 소음 제어라고 하는 원치 않는 소음을 줄이는 것이다. 원치 않는 소음은 동물과 인간의 건강과 웰빙(well being)에 중대한 영향을 미치고 학교에서 학생들의 학업 성취도를 감소시키며 청력 상실을 유발할 수 있다. 소음 제어 원칙은 음원 재설계를 통한 제어, 소음 장벽, 흡음재, 억제기 및 완충 구역의 설계, 청력 보호 장치(귀마개) 사용을 포함하여 다양한 방식으로 기술 및 설계에 구현된다.
소음 제어 외에도 음향 공학은 의학에서의 초음파 사용, 디지털 신디사이저 프로그래밍, 오케스트라의 소리를 향상시키기 위한 콘서트 홀 설계, 안내 방송을 알아들을 수 있도록 기차역 사운드 시스템 지정과 같은 소리의 긍정적인 사용도 다룬다.
음향 엔지니어는 일반적으로 음향학, 물리학 또는 기타 공학 분야에서 학사 학위 이상의 자격을 갖추고 있다. 음향 엔지니어로 활동하려면 일반적으로 중요한 과학 및 수학적 내용이 포함된 학사 학위가 필요하다. 음향 엔지니어는 건축 음향, 환경 소음 또는 진동 제어 와 같은 특정 분야를 전문으로 하는 음향 컨설팅에서 일할 수 있다. 다른 산업에서 음향 엔지니어는 다음과 같은 작업을 수행할 수 있다. 도시의 사운드스케이프 및 가전제품과 같은 소리에 대한 인간의 반응을 조사한다. 믹싱 데스크용 오디오 신호 처리 소프트웨어를 개발하고 휴대폰용 확성기 및 마이크를 설계한다. 음향학자들은 또한 소리를 과학적으로 연구하고 이해하는 데 참여한다.
대부분의 국가에서 음향학 학위는 전문 인증 을 향한 첫 번째 단계가 될 수 있으며 학위 프로그램은 전문 기관의 인증을 받을 수 있다. 인증 학위 프로그램을 완료한 후 엔지니어는 인증을 받기 전에 다양한 요구 사항을 충족해야 한다.

## 전기음향학
이 음향 공학 분야는 헤드폰, 마이크, 확성기, 사운드 시스템, 사운드 재생 및 녹음의 설계를 다룬다. 소리를 재생할 수 있고 전자 음향 공학에 의존할 수 있는 휴대용 전자 장치(휴대폰, 휴대용 미디어 플레이어 및 태블릿 컴퓨터)의 사용이 급격히 증가했다.
전기음향학이라는 용어는 초음파의 영향을 받는 이종 액체에서 발생하는 일련의 동전기적 효과를 설명하는 데에도 사용된다.

## 같이 보기
- 분류:오디오 엔지니어